# Kunik (ser)
Kunik – miękki, dojrzewający ser sporządzany z mieszanego mleka koziego i krowiego w proporcji: 75% mleka koziego i 25% mleka od krów rasy Jersey. Produkowany jest w firmie "Nettle Meadow Goat Farm" w Thurman w hrabstwie Warren w stanie Nowy Jork w USA.
Jest sporządzany w cylindrycznych formach, ma jasną i grubą gładką skórkę. Poprzez dodanie śmietany uzyskanej z mleka krów Jersey, zawierającego dużą zawartość tłuszczu, ser ma naprawdę kremową konsystencję. Jednocześnie jest pikantny, a jego aromat jest intensywniejszy niż w serach typu brie, ale łagodniejszy niż w serach sporządzanych z czystego koziego mleka.
Istnieje także Amber Kunik.